# Crosslauf-Weltmeisterschaften 1991
Die 19. Crosslauf-Weltmeisterschaften der IAAF fanden am 24. März 1991 auf der Linkeroever-Rennbahn in Antwerpen (Belgien) statt.
Die Männer starteten über eine Strecke von 11,764 km, die Frauen über 6,425 km, die Junioren über 8,415 km und die Juniorinnen über 4,435 km. 

## Ergebnisse

### Männer

#### Einzelwertung
| Platz | Athlet            | Land | Zeit (min) |
| ----- | ----------------- | ---- | ---------- |
| 1     | Khalid Skah       | MAR  | 33:53      |
| 2     | Moses Tanui       | KEN  | 33:54      |
| 3     | Simon Karori      | KEN  | 33:54      |
| 4     | Richard Chelimo   | KEN  | 33:57      |
| 5     | Ondoro Osoro      | KEN  | 33:57      |
| 6     | Stephenson Nyamau | KEN  | 34:01      |
| 7     | Chala Kelele      | ETH  | 34:06      |
| 8     | Ezequiel Bitok    | KEN  | 34:19      |

Von 237 gestarteten Athleten erreichten 230 das Ziel.
Teilnehmer aus deutschsprachigen Ländern:
- 55: Arnold Mächler (SUI), 35:19
- 111: Hansjörg Brücker (SUI), 36:01
- 131: Othmar Schoop (SUI), 36:19
- 156: Heinz-Bernd Bürger (GER), 36:39
- 175: Kasimir Kunz (SUI), 37:02
- 177: Marius Hasler (SUI), 37:04
- 195: Andrea Erni (SUI), 37:35

#### Teamwertung
| Platz | Land und Athleten                                                                                 | Gesamtpunktzahl und Einzelplatzierung |
| ----- | ------------------------------------------------------------------------------------------------- | ------------------------------------- |
| 1     | Kenia Moses Tanui Simon Karori Richard Chelimo Stephenson Nyamau Boniface Merande William Mutwol  | 038 02 03 04 06 011 012               |
| 2     | Äthiopien Chala Kelele Addis Abebe Melese Feissa Tekeye Gebrselassie Bedile Kibret Habte Negash   | 104 07 09 013 022 023 030             |
| 3     | Spanien Alejandro Gómez Martín Fiz José Carlos Adán José Manuel García Antonio Serrano Abel Antón | 198 014 020 025 031 037 071           |

Insgesamt wurden 24 Teams gewertet. Die Schweizer Mannschaft belegte mit 844 Punkten den 19. Platz.

### Frauen

#### Einzelwertung
| Platz | Athlet          | Land | Zeit (min) |
| ----- | --------------- | ---- | ---------- |
| 1     | Lynn Jennings   | USA  | 20:24      |
| 2     | Derartu Tulu    | ETH  | 20:27      |
| 3     | Liz McColgan    | GBR  | 20:28      |
| 4     | Luchia Yishak   | ETH  | 20:29      |
| 5     | Jane Ngotho     | KEN  | 20:30      |
| 6     | Albertina Dias  | POR  | 20:40      |
| 7     | Susan Sirma     | KEN  | 20:46      |
| 8     | Jelena Romanowa | URS  | 20:50      |

Von 126 gestarteten Athletinnen erreichten 124 das Ziel.
Teilnehmerinnen aus deutschsprachigen Ländern:
- 60: Daria Nauer (SUI), 21:50
- 66: Tanja Kalinowski (GER), 21:57
- 70: Claudia Borgschulze (GER), 22:03
- 94: Isabella Moretti (SUI), 22:20
- 113: Jolanda Holdener (SUI), 23:23

#### Teamwertung
| Platz | Land und Athleten                                                                         | Gesamtpunktzahl und Einzelplatzierung |
| ----- | ----------------------------------------------------------------------------------------- | ------------------------------------- |
| 1     | Kenia Jane Ngotho Susan Sirma Margaret Ngotho Pauline Konga                               | 36 05 07 09 15                        |
| 2     | Äthiopien Derartu Tulu Luchia Yishak Fatuma Roba Merima Denboba                           | 36 02 04 12 18                        |
| 3     | Sowjetunion Jelena Romanowa Natalja Sorokiwskaja Nadeschda Galjamowa Marina Rodtschenkowa | 48 08 11 13 16                        |

Insgesamt wurden 20 Teams gewertet.

### Junioren

#### Einzelwertung
| Platz | Athlet            | Land | Zeit (min) |
| ----- | ----------------- | ---- | ---------- |
| 1     | Andrea Sambu Sipe | TAN  | 23:59      |
| 2     | Mumo Muindi       | KEN  | 24:04      |
| 3     | Fita Bayisa       | ETH  | 24:04      |

Von 143 gestarteten Athleten erreichten 139 das Ziel.
Teilnehmer aus deutschsprachigen Ländern:
- 54: Michael Gottschalk (GER), 26:29
- 82: André Green (GER), 27:02
- 85: Christian Fischer (GER), 27:03
- 87: Bernard Joliat (SUI), 27:04
- 99: Michael Volker (GER), 27:26
- 100: Samuel Schmutz (SUI), 27:26
- 103: Oliver Wirz (SUI), 27:36
- 112: Othmar Bamert (SUI), 27:54
- 113: Ulrich Steidl (GER), 27:55
- 129: Heinz Lehmann (SUI), 29:33
- DNF: Thomas Greger (GER)

#### Teamwertung
| Platz | Land und Athleten                                                    | Gesamtpunktzahl und Einzelplatzierung |
| ----- | -------------------------------------------------------------------- | ------------------------------------- |
| 1     | Kenia Mumo Muindi Joseph Kibor Josephat Kiprono Ismael Kirui         | 19 02 04 06 07                        |
| 2     | Äthiopien Fita Bayisa Fekadu Degefu Haile Gebrselassie Desta Asgedom | 26 03 05 08 10                        |
| 3     | Tansania Andrea Sipe Sambu Francis Metta Onesmo Ludago Juma Ninga    | 54 01 12 18 23                        |

Insgesamt wurden 23 Teams gewertet. Die deutsche Mannschaft belegte mit 320 Punkten den 17. Platz, die Schweizer Mannschaft mit 402 Punkten den 21. Platz.

### Juniorinnen

#### Einzelwertung
| Platz | Athlet           | Land | Zeit (min) |
| ----- | ---------------- | ---- | ---------- |
| 1     | Lydia Cheromei   | KEN  | 13:59      |
| 2     | Jane Auro Ekimat | KEN  | 14:20      |
| 3     | Melody Fairchild | USA  | 14:28      |

Von 127 gestarteten Athletinnen erreichten 124 das Ziel.
Teilnehmerinnen aus deutschsprachigen Ländern:
- 70: Constanze Effler (GER), 15:45
- 78: Kristin Liebich (GER), 15:51
- 82: Marie-Luce Romanens (SUI), 15:52
- 85: Claudia Stalder (SUI), 15:52
- 108: Nicole Kresse (GER), 16:16
- 113: Svenja Lütje (GER), 16:19
- 114: Maren Östringer (GER), 16:20

#### Teamwertung
| Platz | Land und Athletinnen                                               | Gesamtpunktzahl und Einzelplatzierung |
| ----- | ------------------------------------------------------------------ | ------------------------------------- |
| 1     | Kenia Lydia Cheromei Jane Auro Ekimat Catherine Kirui Lina Chesire | 18 01 02 06 09                        |
| 2     | Äthiopien Gete Wami Emebet Shiferaw Egigayehu Worku Muluwork Kassa | 40 05 10 11 14                        |
| 3     | Japan Azumi Miyazaki Minori Hayakari Akiko Kato Natsue Koikawa     | 43 04 08 12 19                        |

Insgesamt wurden 20 Teams gewertet. Die deutsche Mannschaft belegte mit 369 Punkten den 18. Platz.